# Nangra robusta
Nangra robusta és una espècie de peix de la família dels sisòrids i de l'ordre dels siluriformes.

## Morfologia
- Els mascles poden assolir 10 cm de longitud total.
- Nombre de vèrtebres:.[5][6]

## Hàbitat
És un peix d'aigua dolça i de clima tropical.

## Distribució geogràfica
Es troba a Àsia: el Pakistan.